# Wulgaryzm

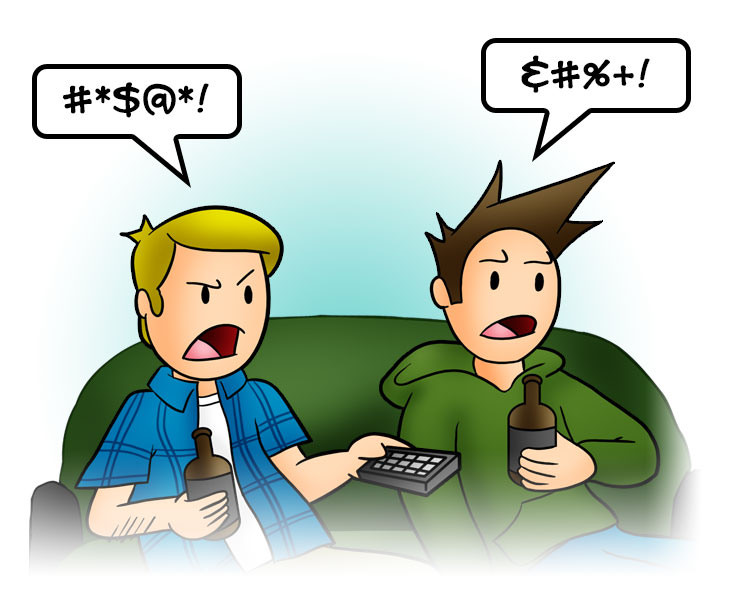
Wulgaryzmy są przedstawiane w sposób graficzny (głównie w filmach animowanych i komiksach) za pomocą ciągów znaków zastępujących wyrazy

Wulgaryzm (z łac. vulgaris „pospolity; ludowy” od vulgus „lud; pospólstwo”), także: bluzg, brzydki wyraz, łacina podwórkowa – wyraz lub wyrażenie uznawane przez użytkowników języka za nieprzyzwoite, wyrażające silne emocje mówiącego względem czegoś lub kogoś. W przypadku, gdy wulgarne słowo czy wyrażenie stanowi pusty znaczeniowo spontaniczny przerywnik w wypowiedzi, mówimy o przekleństwie.

## Funkcje językowe
Ze względu na pełnioną funkcję, można wyszczególnić wulgaryzmy będące epitetami określającymi drugą osobę, wyzwiskami w wołaczu występującymi w zwrotach bezpośrednich, parafrazami i aluzjami. Istnieją także wyrażenia, które stają się wulgarne wtórnie, w określonym kontekście. Równolegle do wulgaryzmów występują także zastępujące je eufemizmy.
Prof. Mariusz Wszołek i prof. Michał Grech w swoim Słowniku polszczyzny rzeczywistej wyszczególnili 47 funkcji wulgaryzmów; do najbardziej licznych z nich należy wyrażanie dezaprobaty, stwierdzenia faktu, wzmocnienia wypowiedzi, okazania zdziwienia lub niezadowolenia.

### Język polski
Istnieją trzy główne źródła pochodzenia polskich wulgaryzmów: funkcje fizjologiczne człowieka objęte tabu obyczajowym (np. wydalanie, trawienie), jego anatomia oraz erotyka.
Językoznawca Jerzy Bralczyk wyliczył, że podstawowych wulgaryzmów w języku polskim jest tylko pięć. Są to: chuj, pizda, jebać, pierdolić i kurwa. Reszta to kombinacje tych pięciu, wyrazy pochodne i związki frazeologiczne. Nowe wulgaryzmy pojawiają się, gdy zostaną utworzone nowe konfiguracje wyrazów bądź też zmieni się ich kontekst semantyczny.

## Historia
Przekleństwa i formy obraźliwe występują w języku od początku cywilizacji. Często wywodzą się one ze słów tabu – magicznej formuły, która była dopuszczalna jedynie w określonych przypadkach; użycie jej w innym kontekście było złamaniem norm etycznych. Wierzono, że używanie przekleństw może ściągnąć karę boską lub sprowadzić nieszczęście.

### Literatura
Historycznie wulgaryzmy pojawiały się w tekstach kultury, jednak nie traktowano ich jako zwykłych składników tworzywa językowego. Świadczy o tym między innymi ich zapis graficzny – jeszcze w XX wieku w tekstach zapisywano zazwyczaj pierwszą literę wulgaryzmu, a pozostałe zastępowano kropkami. Często artyści tworzyli treści zawierające wulgaryzmy dla wąskiego grona odbiorców i wiązały się one z konkretnym kontekstem, zazwyczaj nieoficjalnym.
W latach dziewięćdziesiątych XX wieku pojawił się problem leksykograficzno-obyczajowy dotyczący wulgaryzmów. Po publikacji Nowego słownika ortograficznego PWN pod redakcją Edwarda Polańskiego nauczyciele protestowali przeciwko zbyt dużej ilości tego rodzaju wyrazów w nowym wydaniu. Problem ten stał się przedmiotem debaty Rady Języka Polskiego, która zadecydowała, aby pomijać wulgaryzmy w słownikach dla dzieci i młodzieży, a w pozostałych oznaczać je kwalifikatorem (np. wulg.).

## Rola społeczna
Ogólnie przyjęte normy kultury języka wymagają powstrzymania się od używania wyrażeń uważanych za wulgarne zarówno względem rozmówcy, jak i w ogóle. Chociaż wulgaryzmy funkcjonowały w języku polskim w mowie i piśmie od dawna, zakres ich użycia był jeszcze do dwudziestego wieku znacząco mniejszy, niż obecnie. Obecnie można zauważyć zjawisko postępującej wulgaryzacji, wynikające m.in. z zacierania się standardów obyczajowych, swobody wypowiedzi oraz agresji językowej w przestrzeni wirtualnej, w przekazach telewizyjnych, radiowych oraz współczesnej literaturze.
Zjawisko to zostało zauważone już w latach dziewięćdziesiątych XX wieku, kiedy to zaczęły pojawiać się przepisy mające mu przeciwdziałać. Badania z tamtego okresu podawały dom rodzinny za przestrzeń wolną od wulgaryzmów, jednak współcześnie coraz więcej rodziców nie widzi w wulgaryzacji języka zagrożenia dla swoich dzieci. Podstawa programowa umieszcza problematykę wyrażeń wulgarnych i negatywnych skutków ich używania w obszarze świadomości językowej ucznia.
Z sondażu CBOS przeprowadzonego w roku 2013 wynika, że wulgaryzmów używa 8 na 10 dorosłych Polaków, częściej mężczyźni i ludzie młodzi.
Wulgaryzmy mogą wzmacniać poczucie przynależności do grupy. Odbiór społeczny wulgaryzmów jest różny w różnych sytuacjach społecznych, między innymi dlatego też równolegle z nimi funkcjonują ich zamienniki – słowa uznawane za neutralne, pełniące w danej wypowiedzi podobną funkcję jak wulgaryzmy. W 2011 roku na liście przebojów Billboard w trzech utworach na dziesięć pojawił się wulgaryzm.

## Neurofizjologia
W momencie wypowiadania wulgaryzmów aktywna jest prawa półkula mózgu (w obszarze odpowiadającym za emocje i nagłe sytuacje) oraz układ limbiczny. Czytając wulgaryzmy, ludzie rzadziej się mylą i dłużej analizują słowo w porównaniu do wyrazów neutralnych.

## Sytuacja prawna

### Australia
W każdym australijskim stanie i terytorium używanie obraźliwego, nieprzyzwoitego lub znieważającego języka w miejscu publicznym lub w jego pobliżu jest przestępstwem. Tego rodzaju wykroczenia są zazwyczaj są rozpatrywane przed sądem lokalnym lub sądem magistrackim. Policja ma również uprawnienia do wystawiania mandatów karnych osobom podejrzanym o popełnienie takiego wykroczenia. W niektórych przypadkach dopuszcza się obronę polegającą na wykazaniu „uzasadnionego powodu” do zachowania się w sposób zarzucany.

### Brazylia
Brazylijski kodeks karny nie przewiduje bezpośrednich kar za używanie wulgaryzmów w miejscach publicznych, jednak bezpośrednie znieważenie osoby może zostać uznane za przestępstwo przeciwko honorowi, za które grozi kara pozbawienia wolności od jednego do trzech miesięcy lub grzywna. Analiza takiego wykroczenia jest uznawana za „subiektywną” i zależy od kontekstu dyskusji oraz relacji między jej stronami.

### Indie
Artykuły 294A i 294B Indyjskiego Kodeksu Karnego zawierają przepisy prawne dotyczące karania osób używających nieodpowiednich lub obscenicznych słów (zarówno mówionych, jak i pisanych) w miejscach publicznych, jeśli są one celowo i złośliwie skierowane na obrażenie uczuć religijnych lub przekonań.
W lutym 2015 roku lokalny sąd w Mumbaju nakazał policji wszczęcie postępowania przeciwko 14 celebrytom Bollywood, którzy brali udział w kontrowersyjnym przedstawieniu komediowym grupy All India Bakchod znanej z wulgarnego humoru.
W maju 2019 roku, podczas kampanii wyborczej, premier Indii Narendra Modi wymienił obraźliwe określenia, których opozycyjna partia używała wobec niego i jego matki w trakcie kampanii.
W styczniu 2016 roku agencja komunikacyjna z Mumbaju rozpoczęła kampanię przeciwko wulgaryzmom i obraźliwemu językowi pod nazwą Gaali Free India (słowo gaali oznacza w hindi przekleństwo). Kampania wykorzystywała kreatywne reklamy, zachęcając ludzi do używania „czystego” języka, nawiązując do Misji „Czyste Indie”, mającej na celu utrzymanie czystości w całym kraju. Inicjatywa wpłynęła również na inne media, które zaczęły nagłaśniać problem obraźliwego języka w społeczeństwie, szczególnie w kontekście kazirodczych obelg skierowanych wobec kobiet, takich jak „mother fucker”.
Wraz z rosnącym rynkiem platform streamingowych, wiele indyjskich seriali zaczęło używać wulgaryzmów i przekleństw w celu przyciągnięcia uwagi widzów.

### Pakistan
Liderzy polityczni w Pakistanie byli wielokrotnie krytykowani za używanie wulgarnego i obraźliwego języka. Choć nie istnieją przepisy prawne karzące za takie zachowanie, problem nasilił się, gdy obraźliwy język zaczął pojawiać się w parlamencie, nawet kierowany przeciwko kobietom.

### Polska
W Polsce Kodeks wykroczeń w art. 141 penalizuje używanie nieprzyzwoitych słów, ogłoszeń, napisów lub rysunków w miejscu publicznym. Osoba dopuszczająca się takiego czynu podlega karze ograniczenia wolności, grzywny do 1500 złotych albo karze nagany. Znaczenie tego artykułu w kontekście ścigania wykroczeń jest jednak znikome.
Według art. 3 ustawy z 7 października 1999 r. ochrona języka polskiego polega w szczególności na przeciwdziałaniu jego wulgaryzacji. Zgodnie z ustawą z 26 stycznia 1984 r. dziennikarz jest obowiązany dbać o poprawność języka i unikać używania wulgaryzmów (art. 12), redaktor naczelny jest obowiązany do przeciwdziałania wulgaryzacji języka (art. 25) i może odmówić opublikowania sprostowania, jeżeli sprostowanie zawiera sformułowania powszechnie uznawane za wulgarne lub obelżywe (art. 33). Ustawa z 29 grudnia 1992 r. o radiofonii i telewizji w art. 18 nakłada na nadawców obowiązek dbania o poprawność języka swoich programów i przeciwdziałania jego wulgaryzacji.
Pomimo że pojęcia wulgaryzm i wulgaryzacja występują w tych ustawach, nie istnieją definicje legalne lub wskazówki interpretacyjne tych pojęć, a prawnicy najczęściej korzystają z definicji słownikowych języka naturalnego. Rozwiązania prawnicze umożliwiają przede wszystkim walkę z wulgaryzmami skierowanymi ad personam, a nie ze zjawiskiem ogólnie.

### Rosja
Przeklinanie w miejscach publicznych jest w Rosji wykroczeniem, jednak egzekwowanie tego prawa jest rzadkie. Kara za używanie wulgaryzmów to grzywna w wysokości 500–1000 rubli lub do 15 dni aresztu.